# HMS Durban
Le HMS Durban est un croiseur léger de classe Danae construit pour la Royal Navy à la fin des années 1910.

## Historique
Initialement affecté à la China Station dans la 5e escadron de croiseurs légers en janvier 1922, il est transféré en 1928 en Amérique du Nord et dans les Antilles. En 1930, le Durban fait route pour la Grande-Bretagne et, un an après, rejoint la division de l'Atlantique Sud. En décembre 1933, il est relevé par le croiseur lourd York et retourne dans ses eaux natales. En mars 1934, le Durban part pour Gibraltar rejoindre la flotte méditerranéenne. Il passe deux ans dans la zone avant de retourner en Grande-Bretagne en septembre 1936 pour être placé en réserve.
Au début de la Seconde Guerre mondiale en septembre 1939, le Durban reprend le service et est affecté à la 9e escadron de croiseurs du Commandement de l'Atlantique Sud. En mars 1940, il opère dans l'océan Indien avant son transfert dans la flotte de l'Est basée à Singapour. Devenu une unité de la Force Malaisienne Britannique avec ses deux navires jumeaux Danae et Dauntless, l'unité surveille les navires marchands allemands dans les ports néerlandais des Indes orientales, la zone de patrouille du Durban se trouvant au large de Padang. Le 10 novembre 1940, le pétrolier norvégien Ole Jacob rapporte avoir été attaqué par le croiseur auxiliaire allemand Atlantis entre Ceylan et l'extrémité nord de Sumatra. Une force est rassemblée à la hâte, comprenant le Durban, le croiseur Capetown, le croiseur australien Canberra le croiseur auxiliaire Westralia pour chasser l'Atlantis, sans succès.
En 1941, les Durban et Dragon escortent des convois entre Singapour et le détroit de la Sonde. En février, il escorte le paquebot Queen Mary, transportant les troupes de la Seconde force impériale australienne pour la Malaisie, via Singapour, qu'il atteint le 18 février. En novembre, il escorte le vaisseau de ligne Zealandia à Singapour, remplaçant le croiseur australien Sydney qui l'avait escorté de Fremantle, en Australie occidentale.

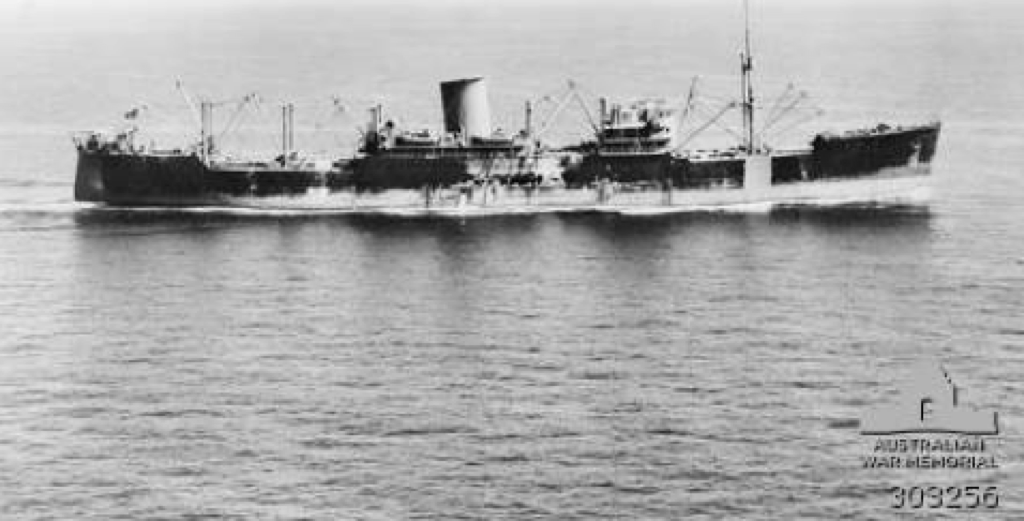
L', navire qu'il escorta à Tandjong Priok pendant l'évacuation de Singapour.

En février 1942, le Durban déménage avec le reste de la flotte orientale à Java, après l'attaque japonaise contre Singapour. Le Durban est endommagé par des bombardements pendant l'évacuation. Le 12 février, il prend part à l'escorte des navires marchands Empire Star et Gorgon en dehors de Singapour, repoussant les attaques aériennes japonaises successives pendant quatre heures. Le lendemain, le convoi transportant des milliers d'évacués de Singapour atteint Tandjong Priok, à Batavia. Le Durban, transportant l'amiral Thomas C. Hart, part le 16 février en escortant le Plancius transportant des réfugiés à Colombo. Le croiseur fait route vers New York qu'il atteint en avril, où il est révisé. Entre juin et août, il retourne à Portsmouth, en Grande-Bretagne, où d'autres modifications lui sont apportées. Après l'achèvement, il escorte des convois de Grande-Bretagne vers l'Afrique du Sud.

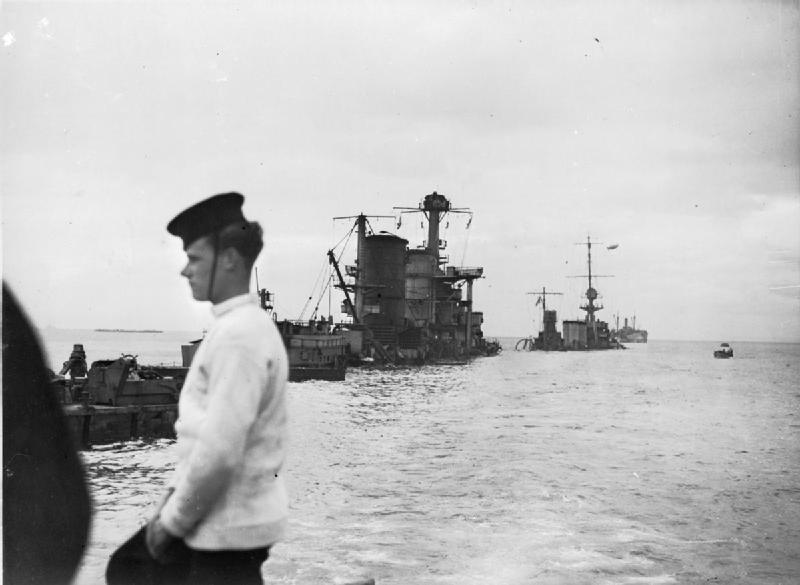
Le Sumatra et le Durban (en arrière-plan) coulés comme blockship le 9 juin 1944.

Le 8 décembre 1942, le navire s'échoué à l'entrée du port de Mombasa. Après un renflouement, il est mis en cale sèche à Bombay. En février 1943, le Durban est de retour à New York pour des réparations et, en juin, il retourne en Afrique du Sud, accostant à Simonstown, avant de rejoindre la flotte de l'Est. En novembre, il retourne en Grande-Bretagne pour être placé en réserve. Il est l'un des navires sélectionnés pour servir de blockship au large de Ouistreham, en Normandie, pour protéger le port Mulberry artificiel construit par les Alliés dans le cadre de l'opération Overlord.
Il est sabordé le 9 juin 1944, dans la baie de Seine. L'épave se trouve actuellement à 11 mètres de profondeur.